# Neveřejné úzkorozchodné dráhy v Čechách

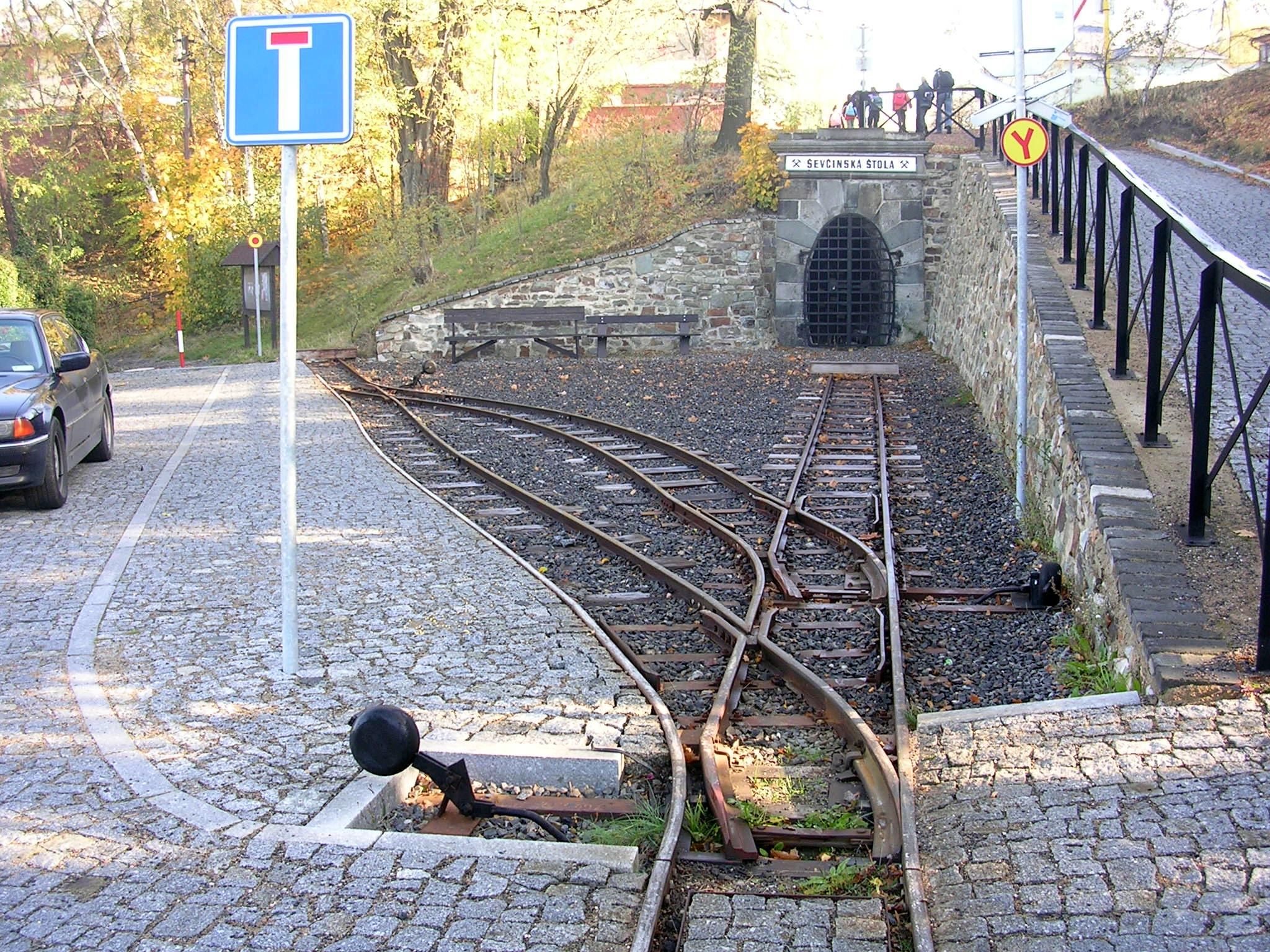
Ševčínská důlní dráha

Neveřejné úzkorozchodné dráhy v oblasti Čech byly orientačně zmapovány pomocí úředních dotazníků. V roce 1909 se podařilo nashromáždit údaje o 36 drážkách, v letech 1925–1930 o 187 dráhách. Morava ani Slezsko do těchto průzkumů nebyly zahrnuty.
Neveřejné úzkorozchodné dráhy na území dnešní České republiky vesměs nespadaly do legislativního režimu a technických standardů železničních drah. Drážky s rozchodem menším než normálním (1435 mm) si pro vlastní potřebu stavěly různé důlní společnosti (viz článek Důlní dráha) nebo jiné průmyslové podniky (viz Průmyslová dráha), využití však našly i ve stavebnictví, zemědělství, za první světové války i u armády. Na některých drážkách se vozíky přemisťovaly ručně či pomocí tažných zvířat, na jiných byly využívány parní lokomotivy, v novější době byly využity i dieselové nebo elektrické akumulátorové nebo trolejové lokomotivy.

## Seznam drážek v Čechách
| Obec-místo (úsek)                                               | Býv. polit. okres                       | Dnešní okres                       | Podnik                                        | Typ/účel/umístění                                                        | Rozchod                         | Zdroj informace               | Článek                                  |
| --------------------------------------------------------------- | --------------------------------------- | ---------------------------------- | --------------------------------------------- | ------------------------------------------------------------------------ | ------------------------------- | ----------------------------- | --------------------------------------- |
| Poříčí nad Sázavou                                              | Benešov                                 | Benešov                            | kamenolom                                     | dráha z lomu k trati ČSD                                                 | 600 mm                          | seznam 1925–1930              | —                                       |
| Týnec nad Sázavou-Brodce                                        | Brandýs nad Labem                       | Benešov                            | přádelna                                      |                                                                          | 600 mm                          | seznam 1925–1930              | —                                       |
| Hrobice                                                         | Pardubice                               | Pardubice                          |                                               | regulace Labe                                                            | 760 mm                          | seznam 1909                   | —                                       |
| Hradec Králové                                                  | Hradec Králové                          | Hradec Králové                     |                                               | regulace Labe                                                            | 760 mm                          | seznam 1909                   | —                                       |
| Lázně Toušeň                                                    | Brandýs nad Labem                       | Praha-východ                       |                                               | regulace Labe                                                            | 900 mm                          | seznam 1925–1930              | —                                       |
| Mělník                                                          | Mělník                                  | Mělník                             |                                               | regulace Labe                                                            | 900 mm                          | seznam 1909                   | —                                       |
| Obříství                                                        | Mělník                                  | Mělník                             |                                               | stavební dráha                                                           | 900 mm                          | seznam 1909                   | —                                       |
| Čelákovice                                                      | Brandýs nad Labem                       | Praha-východ                       | ČSD                                           | pomocné koleje pro stavbu druhé koleje ČSD                               | 700 mm a 900 mm                 | seznam 1925–1930              | —                                       |
| Kostelec nad Labem-Jiřice – Tišice-Kozly                        | Brandýs nad Labem                       | Mělník                             |                                               | regulace Labe                                                            | 760 mm                          | seznam 1925–1930              | —                                       |
| Mydlovary                                                       | České Budějovice                        | České Budějovice                   |                                               | dráha spojující lignitový důl a elektrárnu                               | 700 mm                          | seznam 1925–1930              | —                                       |
| Zliv                                                            | České Budějovice                        | České Budějovice                   | hliniště                                      |                                                                          | 700 mm                          | seznam 1925–1930              | —                                       |
| Zliv                                                            | České Budějovice                        | České Budějovice                   |                                               | doprava šamotu a výrobků z něho                                          | 700 mm                          | seznam 1909                   | —                                       |
| Dolní Hořice – Chýnov                                           | Tábor                                   | Tábor                              |                                               | doprava vápence a uhlí                                                   | 700 mm                          | seznam 1909                   | —                                       |
| Dobšice-Libněves – Radovesnice II                               | Nový Bydžov                             | Nymburk, Kolín                     | cukrovar                                      |                                                                          | 700 mm                          | seznam 1925–1930              | —                                       |
| Josefův Důl                                                     | Mladá Boleslav                          | Mladá Boleslav                     | textilní továrna                              |                                                                          | 750 mm                          | seznam 1909, seznam 1925–1930 | —                                       |
| Zvěstov-Roudný                                                  | Vlašim                                  | Benešov                            | zlatý důl                                     | důlní dráha                                                              | 400 mm                          | seznam 1925–1930              | —                                       |
| Králův Dvůr                                                     | Hořovice                                | Beroun                             | železárny                                     |                                                                          | 650 mm                          | seznam 1925–1930              | —                                       |
| Stará Huť                                                       | Hořovice                                | Příbram                            | železárny                                     |                                                                          | 600 mm                          | seznam 1925–1930              | —                                       |
| Komárov                                                         | Hořovice                                | Beroun                             | železárny                                     |                                                                          | 630 mm                          | seznam 1925–1930              | —                                       |
| Králův Dvůr – Beroun – Koněprusy                                | Hořovice                                | Beroun                             | cementárna                                    | malodráha pro dopravu vápence k cementárně, s veřejnou nákladní dopravou | 760 mm                          | seznam 1909, seznam 1925–1930 | Železniční trať Králův Dvůr - Koněprusy |
| Karlštejn                                                       | Hořovice                                | Beroun                             | kamenolom                                     |                                                                          | 600 mm                          | seznam 1925–1930              | —                                       |
| Hlinsko                                                         | Chrudim                                 | Chrudim                            | kamenolom                                     |                                                                          | 600 mm                          | seznam 1925–1930              | —                                       |
| Vápenný Podol                                                   | Chrudim                                 | Chrudim                            | kamenolom                                     |                                                                          | 550 mm                          | seznam 1925–1930              | —                                       |
| Hořice                                                          | Hořice                                  | Jičín                              | skladiště                                     |                                                                          | 600 mm                          | seznam 1925–1930              | —                                       |
| Hořice                                                          | Hořice                                  | Jičín                              | pila                                          |                                                                          | 710 mm                          | seznam 1925–1930              | —                                       |
| Hořice                                                          | Hořice                                  | Jičín                              | cihelna                                       |                                                                          | 500 mm                          | seznam 1925–1930              | —                                       |
| Bakov nad Jizerou-Velký Rečkov                                  | Mnichovo Hradiště                       | Mladá Boleslav                     |                                               | lesní dráha                                                              | 760 mm                          | seznam 1925–1930              | —                                       |
| Leština                                                         | Vysoké Mýto                             | Ústí nad Orlicí                    |                                               | stavební dráha                                                           | 600 mm                          | seznam 1925–1930              | —                                       |
| Nové Hrady-Roudná                                               | Vysoké Mýto                             | Ústí nad Orlicí                    | kamenolom                                     |                                                                          | 600 mm                          | seznam 1925–1930              | —                                       |
| Lenešice                                                        | Louny                                   | Louny                              | pískovna                                      |                                                                          | 600 mm                          | seznam 1925–1930              | —                                       |
| Křinec                                                          | Poděbrady-p. e. Nymburk                 | Nymburk                            | cukrovar                                      |                                                                          | 600 mm                          | seznam 1925–1930              | —                                       |
| Vlkava – Čachovice                                              | Mladá Boleslav, Poděbrady-p. e. Nymburk | Mladá Boleslav                     | cukrovar                                      |                                                                          | 760 mm                          | seznam 1909, seznam 1925–1930 | —                                       |
| Dymokury                                                        | Poděbrady                               | Nymburk                            | cukrovar                                      |                                                                          | 600 mm                          | seznam 1909, seznam 1925–1930 | —                                       |
| Milešov                                                         | Sedlčany                                | Příbram                            | důl Jindřiška                                 | důlní dráha                                                              | 600 mm                          | seznam 1925–1930              | —                                       |
| Sušice                                                          | Sušice                                  | Klatovy                            | kamenolom                                     |                                                                          | 600 mm                          | seznam 1925–1930              | —                                       |
| Krhanice-Prosečnice                                             | Jílové                                  | Benešov                            | kamenolomy                                    |                                                                          | 600 mm                          | seznam 1925–1930              | —                                       |
| Kladno                                                          | Kladno                                  | Kladno                             | železárny                                     |                                                                          | 800 mm                          | seznam 1925–1930              | —                                       |
| Kladno                                                          | Kladno                                  | Kladno                             | ocelárna                                      |                                                                          | 800 mm                          | seznam 1925–1930              | —                                       |
| Slaný – Kačice (též se můžeme setkat s názvem Smečno – Slaný)   | Slaný                                   | Kladno                             |                                               | zemědělská dráha                                                         | 700 mm                          | seznam 1909                   | Úzkorozchodná dráha Slaný - Kačice      |
| Kolín                                                           | Kolín                                   | Kolín                              | cukrovar                                      |                                                                          | 700 mm (muzejní dráha 600 mm)   | seznam 1909, seznam 1925–1930 | Kolínská řepařská drážka                |
| Kaznějov                                                        | Kralovice                               | Plzeň-sever                        | kaolinové závody                              |                                                                          | 630 mm                          | seznam 1925–1930              | —                                       |
| Uhlířské Janovice-Kochánov                                      | Ledeč                                   | Kutná Hora                         | pila a mlýn                                   |                                                                          | 760 mm                          | seznam 1925–1930              | —                                       |
| Ledeč nad Sázavou-Podol                                         | Ledeč                                   | Havlíčkův Brod                     | papírna                                       |                                                                          | 480 mm                          | seznam 1925–1930              | —                                       |
| Dolní Kralovice                                                 | Ledeč                                   | Benešov                            | pila                                          | (dnes zatopeno vodní nádrží Švihov)                                      | 700 mm                          | seznam 1925–1930              | —                                       |
| Radomyšl                                                        | Strakonice                              | Strakonice                         | vápenka                                       |                                                                          | 600 mm                          | seznam 1925–1930              | —                                       |
| Volyně (?)                                                      | Strakonice                              | Strakonice                         | vápenka Jihodol                               | dráha z lomu k mlýnu vápence                                             | 600 mm                          | seznam 1925–1930              | —                                       |
| Břasy                                                           | Rokycany                                | Rokycany                           | závody J. D. Starck                           |                                                                          | 700 mm                          | seznam 1925–1930              | —                                       |
| Břasy                                                           | Rokycany                                | Rokycany                           | doly                                          |                                                                          | 700 mm                          | seznam 1925–1930              | —                                       |
| Šťáhlavy                                                        | Rokycany                                | Plzeň-jih                          |                                               | lesní dráha                                                              | 760 mm                          | seznam 1925–1930              | —                                       |
| Starý Plzenec-Sedlec                                            | Rokycany                                | Plzeň-jih                          | železárny                                     |                                                                          | 700 mm                          | seznam 1925–1930              | —                                       |
| Branov                                                          | Rakovník                                | Rakovník                           | kamenolom                                     |                                                                          | 600 mm                          | seznam 1925–1930              | —                                       |
| Nučice                                                          | Rakovník                                | Praha-západ                        | důl Krušná Hora, štola Zdenko                 |                                                                          | 450 mm                          | seznam 1925–1930              | —                                       |
| Mutějovice                                                      | Rakovník                                | Rakovník                           | důl Slávka I a Slávka III                     |                                                                          | 500 mm                          | seznam 1925–1930              | —                                       |
| Řevničov                                                        | Rakovník                                | Rakovník                           |                                               | lesní dráha                                                              | 700 mm                          | seznam 1925–1930              | —                                       |
| Radovesice                                                      | Roudnice                                | Litoměřice                         | vápenka                                       |                                                                          | 650 mm                          | seznam 1925–1930              | —                                       |
| Roudnice nad Labem                                              | Roudnice                                | Litoměřice                         |                                               | stavební dráha                                                           | ?                               | seznam 1909                   | —                                       |
| Klecany                                                         | Karlín                                  | Praha-východ                       | kamenolom                                     |                                                                          | ?                               | seznam 1909                   | —                                       |
| Praha-Radotín                                                   | Smíchov                                 | hlavní město Praha                 | kamenolomy a cementárna                       |                                                                          | 720 mm                          | seznam 1925–1930              | —                                       |
| Sedlec (Praha-Sedlec ?)                                         | Smíchov                                 | Praha-východ (hlavní město Praha?) | cihelna                                       |                                                                          | 600 mm                          | seznam 1925–1930              | —                                       |
| Roztoky-Žalov                                                   | Smíchov                                 | Praha-západ                        | cihelna                                       |                                                                          | 600 mm                          | seznam 1925–1930              | —                                       |
| Měchenice                                                       | Smíchov                                 | Praha-západ                        | lom Krupa                                     |                                                                          | ?                               | seznam 1925–1930              | —                                       |
| Praha-Zličín                                                    | Smíchov                                 | hlavní město Praha                 | cihelna                                       |                                                                          | ?                               | seznam 1925–1930              | —                                       |
| Praha-Smíchov                                                   | Smíchov                                 | hlavní město Praha                 |                                               | materiál pro stavební dráhy                                              | 600 mm                          | seznam 1925–1930              | —                                       |
| Praha-Smíchov                                                   | Smíchov                                 | hlavní město Praha                 |                                               | materiál pro stavební dráhy                                              | 700 mm                          | seznam 1925–1930              | —                                       |
| Praha-Košíře                                                    | Smíchov                                 | hlavní město Praha                 | ?                                             |                                                                          | 500 mm                          | seznam 1925–1930              | —                                       |
| Praha-Košíře                                                    | Smíchov                                 | hlavní město Praha                 | ?                                             |                                                                          | 500 mm                          | seznam 1925–1930              | —                                       |
| Praha-Košíře                                                    | Smíchov                                 | hlavní město Praha                 | cihelna                                       |                                                                          | 450 mm                          | seznam 1925–1930              | —                                       |
| Praha-Smíchov                                                   | Smíchov                                 | hlavní město Praha                 | cihelna                                       |                                                                          | 500 mm                          | seznam 1925–1930              | —                                       |
| Praha-Smíchov                                                   | Smíchov                                 | hlavní město Praha                 | cihelna                                       |                                                                          | 500 mm                          | seznam 1925–1930              | —                                       |
| Praha-Smíchov                                                   | Smíchov                                 | hlavní město Praha                 | cihelna                                       |                                                                          | 500 mm                          | seznam 1925–1930              | —                                       |
| Slapy                                                           | Smíchov                                 | Praha-západ                        | velkostetek                                   |                                                                          | 600 mm                          | seznam 1925–1930              | —                                       |
| Štěchovice                                                      | Smíchov                                 | Praha-západ                        |                                               | prohloubení dna Vltavy                                                   | 760 mm                          | seznam 1925–1930              | —                                       |
| Praha-Smíchov                                                   | Smíchov                                 | hlavní město Praha                 | cihelna                                       |                                                                          | 700 mm                          | seznam 1925–1930              | —                                       |
| Praha-Bubeneč                                                   | hlavní město Praha                      | hlavní město Praha                 | kanalizační čistírna                          |                                                                          | 700 mm                          | seznam 1925–1930              | —                                       |
| Praha                                                           | hlavní město Praha                      | hlavní město Praha                 | firma Lanna                                   | více drah                                                                | 700 a 900 mm                    | seznam 1909                   | —                                       |
| Horní Bříza                                                     | Plzeň                                   | Plzeň-sever                        | keramička                                     |                                                                          | 1909: 650 mm, 1925–1930: 640 mm | seznam 1909, seznam 1925–1930 | —                                       |
| Starý Plzenec-Sedlec                                            | Plzeň                                   | Plzeň-jih                          | železárny                                     |                                                                          | 700 mm                          | seznam 1925–1930              | —                                       |
| Kopidlno                                                        | Jičín                                   | Jičín                              | cukrovar                                      |                                                                          | 760 mm                          | seznam 1925–1930              | —                                       |
| Křinec                                                          | Jičín                                   | Nymburk                            | cukrovar                                      |                                                                          | 600 mm                          | seznam 1925–1930              | —                                       |
| Bílina                                                          | p. e. Bílina                            | Teplice                            |                                               | důlní dráha                                                              | 900 mm                          | seznam 1925–1930              | —                                       |
| Bílina-Chudeřice                                                | p. e. Bílina                            | Teplice                            |                                               | důlní dráha                                                              | 900 mm                          | seznam 1925–1930              | —                                       |
| Světec                                                          | p. e. Bílina                            | Teplice                            |                                               | důlní dráha                                                              | 750 mm                          | seznam 1925–1930              | —                                       |
| Bílina (?)                                                      | p. e. Bílina                            | Teplice                            | lom VI                                        | důlní dráha                                                              | 900 mm                          | seznam 1925–1930              | —                                       |
| Světec-Lyskovice                                                | p. e. Bílina                            | Teplice                            |                                               | důlní dráha                                                              | 600 mm                          | seznam 1925–1930              | —                                       |
| Těchlovice-Přední Lhota                                         | Děčín                                   | Děčín                              | kamenolom                                     |                                                                          | 410 a 720 mm                    | seznam 1925–1930              | —                                       |
| Malšovice-Choratice                                             | Děčín                                   | Děčín                              | kotelna                                       |                                                                          | 450 mm                          | seznam 1925–1930              | —                                       |
| Valkeřice                                                       | Děčín                                   | Děčín                              | cementárna                                    |                                                                          | 600 mm                          | seznam 1925–1930              | —                                       |
| Františkov nad Ploučnicí                                        | Děčín                                   | Děčín                              | přádelna                                      |                                                                          | 600 mm                          | seznam 1925–1930              | —                                       |
| Františkov nad Ploučnicí (?)                                    | Děčín                                   | Děčín                              | pila                                          |                                                                          | 500 mm                          | seznam 1925–1930              | —                                       |
| Mikulášovice                                                    | Šluknov                                 | Děčín                              | strojírna                                     |                                                                          | 600 mm                          | seznam 1925–1930              | —                                       |
| Cheb                                                            | Cheb                                    | Cheb                               | cihelna                                       |                                                                          | 600 mm                          | seznam 1925–1930              | —                                       |
| Cheb                                                            | Cheb                                    | Cheb                               | cihelna                                       |                                                                          | 500 mm                          | seznam 1925–1930              | —                                       |
| Františkovy Lázně                                               | Cheb                                    | Cheb                               |                                               | doprava rašeliny do lázní                                                | 560 mm                          | seznam 1925–1930              | —                                       |
| Františkovy Lázně                                               | Cheb                                    | Cheb                               |                                               | doprava rašeliny do lázní                                                | 580 mm                          | seznam 1925–1930              | —                                       |
| Františkovy Lázně                                               | Cheb                                    | Cheb                               |                                               | doprava rašeliny do lázní                                                | 600 mm                          | seznam 1925–1930              | —                                       |
| Františkovy Lázně                                               | Cheb                                    | Cheb                               |                                               | doprava rašeliny do lázní                                                | 600 mm                          | seznam 1925–1930              | —                                       |
| Skalná                                                          | Cheb                                    | Cheb                               | hliniště                                      |                                                                          | 600 mm                          | seznam 1925–1930              | —                                       |
| Plesná-Vackov                                                   | Cheb                                    | Cheb                               | hliniště                                      |                                                                          | 600 mm                          | seznam 1925–1930              | —                                       |
| Skalná-Vonšov                                                   | Cheb                                    | Cheb                               | hliniště                                      |                                                                          | 600 mm                          | seznam 1925–1930              | —                                       |
| Skalná-Vonšov                                                   | Cheb                                    | Cheb                               | hliniště                                      |                                                                          | 600 mm                          | seznam 1925–1930              | —                                       |
| Skalná                                                          | Cheb                                    | Cheb                               | hliniště                                      |                                                                          | 600 mm                          | seznam 1925–1930              | —                                       |
| Skalná                                                          | Cheb                                    | Cheb                               | hliniště                                      |                                                                          | 600 mm                          | seznam 1925–1930              | —                                       |
| Skalná a Velký Luh                                              | Cheb                                    | Cheb                               | hliniště a keramička                          |                                                                          | 600 mm                          | seznam 1925–1930              | —                                       |
| Velký Luh                                                       | Cheb                                    | Cheb                               | hliniště                                      |                                                                          | 600 mm                          | seznam 1925–1930              | —                                       |
| Skalná-Zelená                                                   | Cheb                                    | Cheb                               | hliniště                                      |                                                                          | 600 mm                          | seznam 1925–1930              | —                                       |
| Křižovatka-Nová Ves                                             | Cheb                                    | Cheb                               | hliniště                                      |                                                                          | 600 mm                          | seznam 1925–1930              | —                                       |
| Skalná                                                          | Cheb                                    | Cheb                               | hliniště                                      |                                                                          | 600 mm                          | seznam 1925–1930              | —                                       |
| Skalná-Kateřina a Křižovatka-Nová Ves                           | Cheb                                    | Cheb                               | hliniště                                      |                                                                          | 600 mm                          | seznam 1925–1930              | —                                       |
| Cheb-Háje-Wies a Křižovatka-Nová Ves                            | Cheb                                    | Cheb                               | cihelna                                       | v místě silničního hraničního přechodu s BRD Svatý Kříž/Waldsasen        | 600 mm                          | seznam 1925–1930              | —                                       |
| Háje-Slapany                                                    | Cheb                                    | Cheb                               | kamenolom                                     |                                                                          | 600 mm                          | seznam 1925–1930              | —                                       |
| Lipová                                                          | Cheb                                    | Cheb                               | cihelna                                       |                                                                          | 500 mm                          | seznam 1925–1930              | —                                       |
| Jáchymov                                                        | Jáchymov                                | Karlovy Vary                       | důl Svornost                                  | důlní dráha                                                              | 450 mm                          | seznam 1925–1930              | —                                       |
| Jáchymov                                                        | Jáchymov                                | Karlovy Vary                       | tabáková továrna                              |                                                                          | ?                               | seznam 1909                   | —                                       |
| Most-Komořany (Most)                                            | Most                                    | Most                               | důl Fortuna                                   | důlní dráha                                                              | 590 mm                          | seznam 1925–1930              | —                                       |
| Most-Souš (Most)                                                | Most                                    | Most                               | důl Matylda                                   | důlní dráha                                                              | 480 mm                          | seznam 1925–1930              | —                                       |
| Most-Souš (Most)                                                | Most                                    | Most                               | doly Matylda a Anna                           | důlní dráha                                                              | 760 mm                          | seznam 1925–1930              | —                                       |
| Most-Souš (Most)                                                | Most                                    | Most                               | důl Anna                                      | důlní dráha                                                              | 600 mm                          | seznam 1925–1930              | —                                       |
| Most-Souš (Most)                                                | Most                                    | Most                               | důl Anna                                      | důlní dráha                                                              | 600 mm                          | seznam 1925–1930              | —                                       |
| Most-Ervěnice                                                   | Most                                    | Most                               | důl Robert                                    | důlní dráha                                                              | 900 mm                          | seznam 1925–1930              | —                                       |
| Obrnice                                                         | Most                                    | Most                               | cihelna                                       |                                                                          | 750 mm                          | seznam 1925–1930              | —                                       |
| Obrnice                                                         | Most                                    | Most                               | cihelna                                       |                                                                          | 750 mm                          | seznam 1925–1930              | —                                       |
| Most                                                            | Most                                    | Most                               | důl Julius III                                | nákladní tramvaj k dolu, doprava uhlí k elektrárně                       | 1000 mm                         | seznam 1925–1930              | —                                       |
| Most                                                            | Most                                    | Most                               | důl Julius V                                  | důlní dráha                                                              | 600 mm                          | seznam 1925–1930              | —                                       |
| Most-Souš                                                       | Most                                    | Most                               | šachta Julius V                               | důlní dráha                                                              | 900 mm                          | seznam 1909                   | —                                       |
| Most                                                            | Most                                    | Most                               | Mariánská šachta                              | důlní dráha                                                              | 900 mm                          | seznam 1909                   | —                                       |
| Most                                                            | Most                                    | Most                               | šachta Richard                                | důlní dráha                                                              | 900 mm                          | seznam 1909                   | —                                       |
| Hrob-Křižanov                                                   | Most                                    | Teplice                            | šachta Union                                  | důlní dráha                                                              | 600 mm                          | seznam 1909                   | —                                       |
| Jablonec nad Nisou                                              | Jablonec nad Nisou                      | Jablonec nad Nisou                 | plynárna                                      |                                                                          | 600 mm                          | seznam 1925–1930              | —                                       |
| Tanvald                                                         | Jablonec nad Nisou                      | Jablonec nad Nisou                 | stavba přehrady                               |                                                                          | ?                               | seznam 1909                   | —                                       |
| Sokolov                                                         | Falknov                                 | Sokolov                            | chemička                                      |                                                                          | 600 mm                          | seznam 1925–1930              | —                                       |
| Královské Poříčí                                                | Falknov                                 | Sokolov                            | důl Britania                                  | důlní dráha                                                              | 750 mm                          | seznam 1925–1930              | —                                       |
| Dolní Rychnov                                                   | Falknov                                 | Sokolov                            |                                               | důlní dráha                                                              | 600 mm                          | seznam 1925–1930              | —                                       |
| Dolní Rychnov                                                   | Falknov                                 | Sokolov                            | sklárna                                       |                                                                          | 600 mm                          | seznam 1925–1930              | —                                       |
| Kynšperk nad Ohří                                               | Falknov                                 | Sokolov                            | briketárna                                    |                                                                          | 520 mm                          | seznam 1925–1930              | —                                       |
| Habartov                                                        | Falknov                                 | Sokolov                            |                                               | důlní dráha nové šachty                                                  | 720 mm                          | seznam 1909                   | —                                       |
| Habartov                                                        | Falknov                                 | Sokolov                            |                                               | lanová důlní dráha                                                       | 520 mm                          | seznam 1925–1930              | —                                       |
| Habartov                                                        | Falknov                                 | Sokolov                            |                                               | lanová důlní dráha                                                       | 600 mm                          | seznam 1925–1930              | —                                       |
| Mnichov (dnes Mírová)                                           | Falknov                                 | Karlovy Vary                       |                                               | důlní dráha                                                              | 600 mm                          | seznam 1909                   | —                                       |
| Oloví                                                           | Falknov                                 | Sokolov                            | sklárna                                       |                                                                          | 600 mm                          | seznam 1925–1930              | —                                       |
| Lomnice                                                         | Falknov                                 | Sokolov                            | důl Kästnerzeche                              | důlní dráha                                                              | 750 a 900 mm                    | seznam 1925–1930              | —                                       |
| Svatava                                                         | Falknov                                 | Sokolov                            | doly Mariahilf a Mathias                      | důlní dráha                                                              | 600 a 760 mm                    | seznam 1925–1930              | —                                       |
| Svatava                                                         | Falknov                                 | Sokolov                            |                                               | důlní dráha                                                              | 720 mm                          | seznam 1909                   | —                                       |
| Citice                                                          | Falknov                                 | Sokolov                            | jáma Felicián II                              | důlní dráha                                                              | 600 mm                          | seznam 1909                   | —                                       |
| Lísková                                                         | Falknov                                 | Sokolov                            | důl Metande                                   | důlní dráha                                                              | 900 mm                          | seznam 1925–1930              | —                                       |
| Čížkovice                                                       | Litoměřice                              | Litoměřice                         | cementárna                                    |                                                                          | 960 mm                          | seznam 1925–1930              | —                                       |
| Žalhostice                                                      | Litoměřice                              | Litoměřice                         | kamenolom                                     |                                                                          | 600 mm                          | seznam 1925–1930              | —                                       |
| Libochovany                                                     | Litoměřice                              | Litoměřice                         | kamenolomy Skalka a Hrádek                    |                                                                          | 700 a 760 mm                    | seznam 1925–1930              | —                                       |
| Žalhostice                                                      | Litoměřice                              | Litoměřice                         | firma Lanna                                   | sklad a dílny                                                            | 700 a 900 mm                    | seznam 1925–1930              | —                                       |
| Libochovice                                                     | Litoměřice                              | Litoměřice                         | kamenolom                                     |                                                                          | 700 mm                          | seznam 1925–1930              | —                                       |
| Libochovice                                                     | Litoměřice                              | Litoměřice                         | kamenolom                                     |                                                                          | 600 mm                          | seznam 1925–1930              | —                                       |
| Velemín-Dobkovice                                               | Litoměřice                              | Litoměřice                         | kamenolom                                     |                                                                          | 800 mm                          | seznam 1925–1930              | —                                       |
| Prackovice nad Labem-Litochovice nad Labem                      | Litoměřice                              | Litoměřice                         | kamenolom                                     |                                                                          | ?                               | seznam 1925–1930              | —                                       |
| Bakov nad Jizerou-Velký Rečkov                                  | p. e. Mimoň                             | Mladá Boleslav                     |                                               | lesní dráha                                                              | 760 mm                          | seznam 1925–1930              | —                                       |
| Raspenava                                                       | Frýdlant                                | Liberec                            | kamenolom                                     |                                                                          | 500 mm                          | seznam 1925–1930              | —                                       |
| Plzeň                                                           | Plzeň                                   | Plzeň-město                        | Škoda a. s.                                   | dráha pro vyvážení popela                                                | 785 mm                          | seznam 1909                   | —                                       |
| Blatnice                                                        | Stříbro                                 | Plzeň-sever                        | důl Concordia                                 | důlní dráha, doprava uhlí a páleného lupku                               | 500 mm                          | seznam 1925–1930              | —                                       |
| jihovýchodně od Blatnice, Nýřany (?), Přehýšov (?),             | Stříbro                                 | Plzeň-sever                        | Zieglerův důl u Nýřan, muniční továrna        |                                                                          | 700 mm                          | seznam 1925–1930              | —                                       |
| Rochlov                                                         | Stříbro                                 | Plzeň-sever                        | impregnační závod                             |                                                                          | 500 mm                          | seznam 1925–1930              | —                                       |
| Kbelany                                                         | Stříbro                                 | Plzeň-sever                        |                                               | doprava uhlí                                                             | 520 mm                          | seznam 1925–1930              | —                                       |
| Trpísty                                                         | Stříbro                                 | Tachov                             | cihelna                                       |                                                                          | 600 mm                          | seznam 1925–1930              | —                                       |
| Stráž nad Ohří                                                  | Kadaň                                   | Karlovy Vary                       | kamenolom                                     |                                                                          | ?                               | seznam 1925–1930              | —                                       |
| Stráž nad Ohří-Korunní                                          | Kadaň                                   | Karlovy Vary                       | výrobna minerální vody                        |                                                                          | ?                               | seznam 1925–1930              | —                                       |
| Kadaň-Prunéřov                                                  | Kadaň                                   | Chomutov                           |                                               | dráha z dolu Anna do cukrovaru                                           | ?                               | seznam 1909, seznam 1925–1930 | —                                       |
| Kadaň-Prunéřov                                                  | Kadaň                                   | Chomutov                           | šamotka                                       |                                                                          | ?                               | seznam 1925–1930              | —                                       |
| Větřní                                                          | Český Krumlov                           | Český Krumlov                      | papírna                                       |                                                                          | 760 mm                          | seznam 1925–1930              | —                                       |
| Křišťanov-Arnoštov – Zbytiny                                    | Český Krumlov                           | Prachatice                         |                                               | lesní dráha                                                              | 760 mm                          | seznam 1925–1930              | —                                       |
| Černá v Pošumaví                                                | Český Krumlov                           | Český Krumlov                      |                                               | doprava grafitu a rašeliny                                               | 600 mm                          | seznam 1925–1930              | —                                       |
| Černá v Pošumaví                                                | Český Krumlov                           | Český Krumlov                      |                                               | doprava grafitu a rašeliny                                               | 600 mm                          | seznam 1925–1930              | —                                       |
| Černá v Pošumaví – Horní Planá-Hůrka-Horní Borková (Fleissheim) | Český Krumlov                           | Český Krumlov                      |                                               | doprava rašeliny a grafitu                                               | 600 mm                          | seznam 1909                   | (Rašeliniště Borková)                   |
| Křišťanov-Arnoštov – Zbytiny                                    | Prachatice                              | Prachatice                         |                                               | lesní dráha                                                              | 760 mm                          | seznam 1925–1930              | —                                       |
| Rozvadov-Svatá Kateřina-Frauenthal                              | Tachov                                  | Tachov                             |                                               | lesní dráha ke sklárně (nepostaveno?)                                    | 760 mm                          | seznam 1925–1930              | —                                       |
| Rozvadov-Diana                                                  | Tachov                                  | Tachov                             |                                               | lesní dráha                                                              | 760 mm                          | seznam 1925–1930              | —                                       |
| Poběžovice                                                      | Horšovský Týn                           | Domažlice                          | železniční stanice ČSD                        | závodní (podniková) dráha                                                | ?                               | seznam 1925–1930              | —                                       |
| Nové Hrady-Jakule                                               | Kaplice                                 | České Budějovice                   |                                               | doprava rašeliny                                                         | 720 mm později 600 mm           | seznam 1925–1930              | —                                       |
| Podbořany-Buškovice                                             | Podbořany                               | Louny                              |                                               | důlní dráha (?)                                                          | 900 mm                          | seznam 1925–1930              | —                                       |
| Planá-Pavlovice                                                 | Planá                                   | Tachov                             | celulózka Josefova Huť                        |                                                                          | 600 mm                          | seznam 1925–1930              | —                                       |
| Strážné – Vrchlabí-Hořejší Vrchlabí                             | Vrchlabí                                | Trutnov                            | mramorový kamenolom                           |                                                                          | 600 mm                          | seznam 1925–1930              | —                                       |
| Malé Svatoňovice                                                | Trutnov                                 | Trutnov                            | štola Ida                                     | důlní dráha                                                              | 660 mm                          | seznam 1909                   | —                                       |
| Karlovy Vary-Sedlec                                             | Karlovy Vary                            | Karlovy Vary                       |                                               | přeprava zeminy                                                          | 750 mm                          | seznam 1909                   | —                                       |
| Nové Sedlo                                                      | Loket                                   | Sokolov                            | sklárna                                       |                                                                          | 700 mm                          | seznam 1925–1930, seznam 1909 | —                                       |
| Chodov                                                          | Loket                                   | Karlovy Vary                       | šamotka                                       | pozemní lanová dráha                                                     | 650 mm                          | seznam 1925–1930              | —                                       |
| Nové Sedlo                                                      | Loket                                   | Sokolov                            | elektrárna                                    | odvoz popela                                                             | 600 mm                          | seznam 1925–1930              | —                                       |
| Chomutov                                                        | Chomutov                                | Chomutov                           | rourovna – důl Julius                         |                                                                          | 700 mm                          | seznam 1925–1930              | —                                       |
| Chomutov                                                        | Chomutov                                | Chomutov                           | rourovna (válcovny trub)                      |                                                                          | 700 mm                          | seznam 1909, seznam 1925–1930 | —                                       |
| Most-Ervěnice                                                   | Chomutov                                | Most                               | důl Hedvika                                   |                                                                          | 900 mm                          | seznam 1925–1930              | —                                       |
| Spořice-Krbice – Chomutov-Horní Ves                             | Chomutov                                | Chomutov                           | důl Rafaeli                                   | důlní dráha                                                              | 600 mm                          | seznam 1925–1930              | —                                       |
| Osek-Hrdlovka                                                   | Duchcov                                 | Teplice                            | důl Nelson                                    | důlní dráha                                                              | 600 mm                          | seznam 1925–1930              | —                                       |
| Ledvice                                                         | Duchcov                                 | Teplice                            | šachta Eleonora                               | důlní dráha                                                              | 700 mm                          | seznam 1909                   | —                                       |
| Duchcov                                                         | Duchcov                                 | Teplice                            | šachta Sv. Valpurgy                           | důlní dráha                                                              | 900 mm                          | seznam 1909                   | —                                       |
| Chudeřice – Ledvice                                             | Duchcov                                 | Teplice                            | šachta korunního prince Rudolfa               | důlní dráha                                                              | 690 mm                          | seznam 1909                   | —                                       |
| Lahošť                                                          | Duchcov                                 | Teplice                            | vápenka a důl                                 |                                                                          | 600 mm                          | seznam 1925–1930              | —                                       |
| Krupka-Bohosudov                                                | Ústí nad Labem                          | Teplice                            | továrna na výrobu armatur a cementového zboží |                                                                          | 600 mm                          | seznam 1925–1930              | —                                       |
| Ústí nad Labem-Neštěmice                                        | Ústí nad Labem                          | Ústí nad Labem                     | Solvayovy závody (chemička)                   |                                                                          | 600 mm                          | seznam 1925–1930              | —                                       |
| Ústí nad Labem-Neštěmice                                        | Ústí nad Labem                          | Ústí nad Labem                     | cihelna                                       |                                                                          | 500 mm                          | seznam 1925–1930              | —                                       |
| Ústí nad Labem-Vaňov                                            | Ústí nad Labem                          | Ústí nad Labem                     | stavba zdymadla                               |                                                                          | 760 mm                          | seznam 1925–1930              | —                                       |
| Ústí nad Labem-Krásné Březno                                    | Ústí nad Labem                          | Ústí nad Labem                     | cukrovar                                      |                                                                          | 490 mm                          | seznam 1925–1930              | —                                       |
| Ústí nad Labem-Krásné Březno                                    | Ústí nad Labem                          | Ústí nad Labem                     | lihovar                                       |                                                                          | 490 mm                          | seznam 1925–1930              | —                                       |
| Ústí nad Labem                                                  | Ústí nad Labem                          | Ústí nad Labem                     | obchod se dřívím                              |                                                                          | 560 mm                          | seznam 1925–1930              | —                                       |
| Ústí nad Labem                                                  | Ústí nad Labem                          | Ústí nad Labem                     | cementárna                                    |                                                                          | 560 mm                          | seznam 1925–1930              | —                                       |
| Ústí nad Labem                                                  | Ústí nad Labem                          | Ústí nad Labem                     | Schichtovy závody (chemička)                  |                                                                          | 500 mm                          | seznam 1925–1930              | —                                       |
| Ústí nad Labem-Bukov                                            | Ústí nad Labem                          | Ústí nad Labem                     | cihelna                                       |                                                                          | 540 mm                          | seznam 1925–1930              | —                                       |
| Ústí nad Labem-Střekov                                          | Ústí nad Labem                          | Ústí nad Labem                     | potravinářský závod                           |                                                                          | 500-600 mm                      | seznam 1925–1930              | —                                       |
| Ústí nad Labem (?)                                              | Ústí nad Labem                          | Ústí nad Labem                     | továrna na kovové zboží                       |                                                                          | 600 mm                          | seznam 1925–1930              | —                                       |
| Ústí nad Labem (?)                                              | Ústí nad Labem                          | Ústí nad Labem                     | Union a. s.                                   |                                                                          | 600 mm                          | seznam 1925–1930              | —                                       |
| Ústí nad Labem                                                  | Ústí nad Labem                          | Ústí nad Labem                     | chemička Backer & Gerrtley a. s.              |                                                                          | 600 mm                          | seznam 1925–1930              | —                                       |
| Ústí nad Labem                                                  | Ústí nad Labem                          | Ústí nad Labem                     | válcovna                                      |                                                                          | 750 mm                          | seznam 1925–1930              | —                                       |

## Zachovalé a muzejní dráhy
- Mladějovská úzkorozchodná železnice
- Solvayovy lomy
- Hornické muzeum Příbram
- Kolínská řepařská drážka
- Spolek pro chemickou a hutní výrobu Ústí nad Labem